# Minh Mạng
Minh Mạng nebo Minh Mệnh (vi: 明命; 25. května 1791 – 20. ledna 1841; rodným jménem Nguyễn Phúc Đảm, také zvaný Nguyễn Phúc Kiểu) byl druhým císařem vietnamské dynastie Nguyễn, vládnul od 14. února 1820 až do své smrti, 20. ledna 1841.
Byl čtvrtým synem císaře Gia Longa. Odporoval francouzské angažovanosti v zemi. Je známý svou rigidní konfuciánskou ortodoxií.

## Vztah k misionářům
V únoru 1825 zakázal katolickým misionářům vstup do země. Francouzská plavidla, která vyplouvala do vietnamských přístavů měla být prohledána.
Mezi lety 1833–1838 bylo k smrti odsouzeno 7 misionářů, mezi nimi například Pierre Borie, Joseph Marchand a Jean-Charles Cornay.
Katolické kněze se snažil izolovat od obyvatelstva.

## Rodina

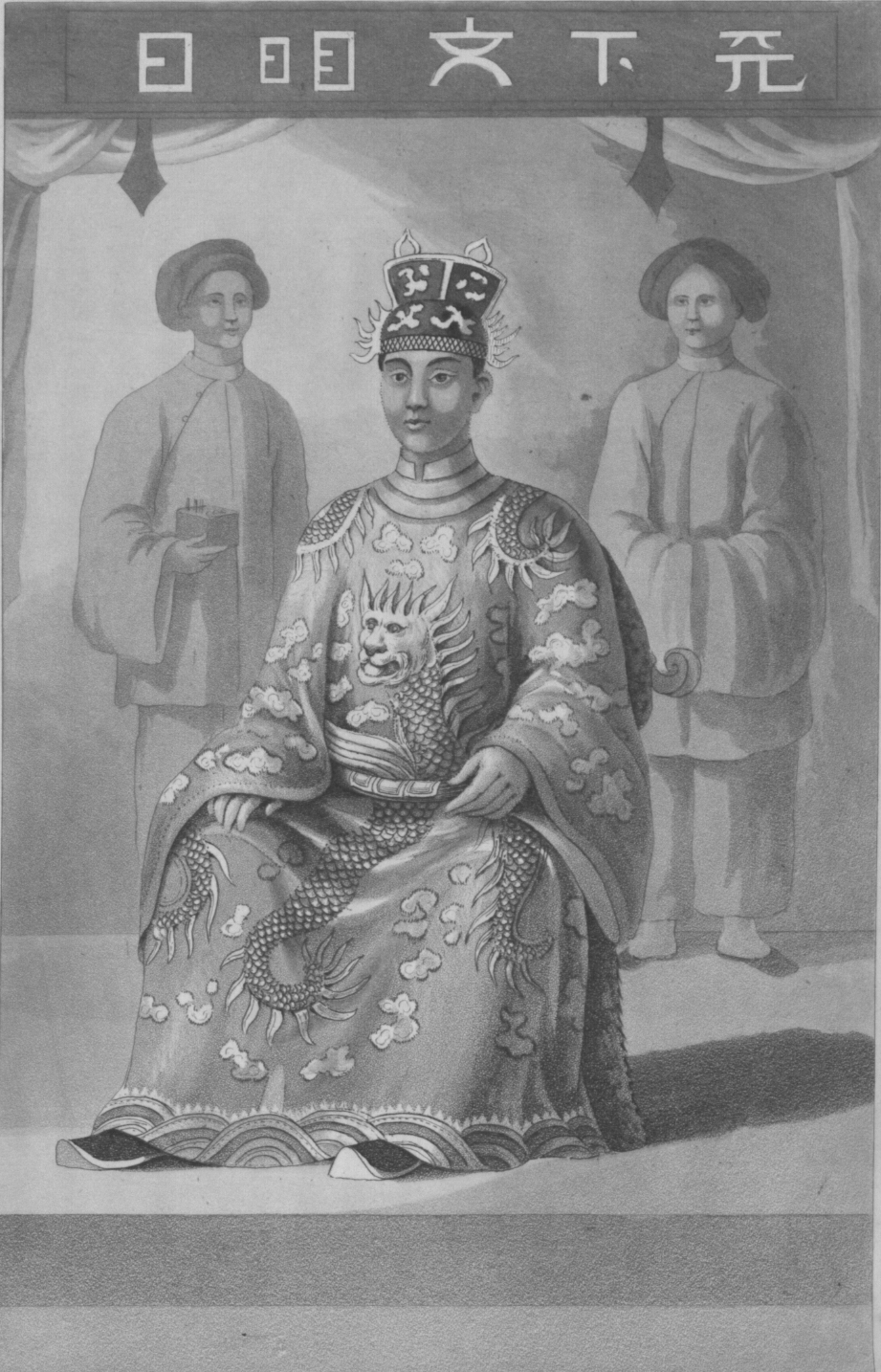

Minh Mạng měl velké množství manželek a konkubín. Uvádí se, že zplodil 142 dětí se 43 manželkami.  Mezi jeho syny byli: Miên Tông (později císař Thiệu Trị), Miên Định (princ z Thọ Xuân), Miên Thẩm (princ z Tùng Thiện), Miên Trinh (princ z Tuy Lý), Nguyễn Phúc Miên Lâm (princ z Hoài Đức), Miên Triện (princ z Hoằng Hóa) a Miên Lịch (princ z Yên Thành). Tři z jeho dcer, Nguyệt Đình, Mai Am a Huệ Phố, byly slavné básnířky.
Také jeho synové měli také mnoho potomků: Miên Định zplodil 144 dětí, z toho 78 synů a 66 dcer. Miên Trinh měl 77 synů a 37 dcer. Jeho nástupce, Thiệu Trị, zplodil 29 princů a 35 princezen.
Každá generace rodu nosila jiné jméno, význam jmen:
| Jméno        | Význam | Potomek (příklad)                                                            |
| ------------ | --- | ---------------------------------------------------------------------------- |
| Miên         | Respektuje pravidla života, jako je setkání a rozloučení, život a smrt (Trường cửu, phước duyên trên hết) | Miên Tông (Thiệu Trị)                                                        |
| hường (Hồng) | Budovatel harmonické rodiny (Oai hùng, đúc kết thế gia)                                                   | Hồng Nhậm (Tự Đức, císař Thiệu Trịa)                                         |
| Ưng          | Zakladatel prosperující země (Nên danh, xây dựng sơn hà)                                                  | Ưng Thị (Đồng Khánh, císař, adoptivní syn Tự Đứce)                           |
| Bửu          | Nápomocný a pečující o obyčejné lidi (Bối báu, lợi tha quần chúng)                                        | Bửu Đảo (Khải Định, císař, syn Đồng Khánha)                                  |
| Vĩnh         | S dobrou pověstí (Bền chí, hùng ca anh tụng)                                                              | Vĩnh Thụy (Bảo Đại, císař, syn Khải Địnha)                                   |
| Bảo          | Odvážný (Ôm lòng, khí dũng bình sanh)                                                                     | Nguyễn Phước Bảo Ân (syn Bảo Đạie)                                           |
| Quý          | Elegantní (Cao sang, vinh hạnh công thành)                                                                | Nguyễn Phước Quý Khang (syn Bảo Âna)                                         |
| Định         | Rozhodující (Tiền quyết, thi hành oanh liệt)                                                              | Nguyễn Phước Định Lai a Nguyễn Phước Định Luân (dvojčata, synové Quý Khanga) |
| Long         | Mající typicky královský vzhled (Vương tướng, rồng tiên nối nghiệp)                                       |                                                                              |
| Trường       | Dlouhotrvající (Vĩnh cửu, nối tiếp giống nòi)                                                             |                                                                              |
| Hiền         | Humánní (Tài đức, phúc ấm sáng soi)                                                                       |                                                                              |
| Năng         | Talentovaný (Gương nơi khuôn phép bờ cõi)                                                                 |                                                                              |
| Kham         | Pracovitý a všestranný (Đảm đương, mọi cơ cấu giỏi)                                                       |                                                                              |
| Kế           | Dobrý organizátor (Hoạch sách, mây khói cân phân)                                                         |                                                                              |
| Thuật        | Pravdivý v řeči (Biên chép, lời đúng ý dân)                                                               |                                                                              |
| Thế          | Věrný rodině (Mãi thọ, cận thân gia tộc)                                                                  |                                                                              |
| Thoại (Thụy) | Bohatý (Ngọc quý, tha hồ phước tộc)                                                                       |                                                                              |
| Quốc         | Obdivován poddanými (Dân phục, nằm gốc giang san)                                                         |                                                                              |
| Gia          | Dobře známý (Muôn nhà, Nguyễn vẫn huy hoàng)                                                              |                                                                              |
| Xương        | Přináší světu prosperitu (Phồn thịnh, bình an thiên hạ)                                                   |                                                                              |

Dívčí jména jsou například: Công-chúa, Công-nữ, Công Tôn-nữ, Công-tằng Tôn-nữ, Công-huyền Tôn-nữ, Lai-huyền.